# Мельник Михайло Спиридонович
Миха́йло Спиридо́нович Ме́льник (14 березня 1944, с. Ординці, Погребищенський район, Вінницька область —  10 березня 1979, с. Погреби, Броварський район, Київська область) — історик, поет, дисидент, член і кореспондент Української Гельсінської групи. Автор великої книги з історії України, вилученої Комітетом державної безпеки СРСР.

## Життєпис
Михайло Мельник народився в селянській родині.

### Освіта
Закінчив історичний факультет Київського національного університету імені Тараса Шевченка. Після закінчення працював учителем.
У 1970-х навчався в аспірантурі Інституту історії АН УРСР.

### Дисидентство
1972 року за читання своїх віршів біля пам’ятника Тарасу Шевченку в Києві в річницю його перепоховання в Україні, за 20 днів до захисту дисертації, виключений з аспірантури Інституту історії АН УРСР.
У 1973 році Михайла Мельника звільнили з учительської роботи та виключили з партії. Проживаючи з родиною у Погребах, працював сторожем і брав активну участь в акціях протесту проти переслідувань українських письменників, правозахисників, неодноразово звертався до преси з протестами проти порушень прав людини.
14 липня 1978 року, під час відвідання Києва, на вулиці в Дарниці Михайла Мельника затримали й обшукали.
24 жовтня 1978 року влада спробувала звинуватити його в намірі обікрасти крамницю. Співробітники Комітету державної безпеки СРСР обіцяють посприяти влаштуватися на роботу за фахом, якщо не буде спілкуватися з Оксаною Мешко.
З листопада 1978 року Михайло Мельник став членом Української Гельсінської групи та її кореспондентом.
16 лютого 1979 року Михайло Мельник відіслав до редакції газет «Радянська Україна» та «Молодь України» листа з проханням втрутитися у справу Василя Овсієнка, де писав: «Адже не може не турбувати той факт, що на Україні практично кожна людина, яка відбула покарання за ст. 62, ч.1 КК УРСР, через короткий термін (1-3 роки) вимушена або еміґрувати, або знову опинитися в тюрмі.»
6—7 березня 1979 року відбулися обшуки в багатьох місцях у справі Олеся Бердника, у тому числі в Михайла Мельника. В нього вилучили весь творчий і науковий архів — 15 тек. Зникли результати всієї його літературної та наукової діяльності. 23 березня 1979 року, після самогубства Михайла Мельника, в Г. Міняйла, затриманого і обшуканого на вулиці, вилучили єдиний уцілілий від обшуку екземпляр збірки віршів Михайла Мельника «Календар пам'ятних дат».

### Смерть і поховання
Після обшуків Михайло Мельник написав прощального листа дружині і, щоб захистити її та двох своїх доньок від переслідувань, уночі з 9 на 10 березня 1979 року наклав на себе руки.

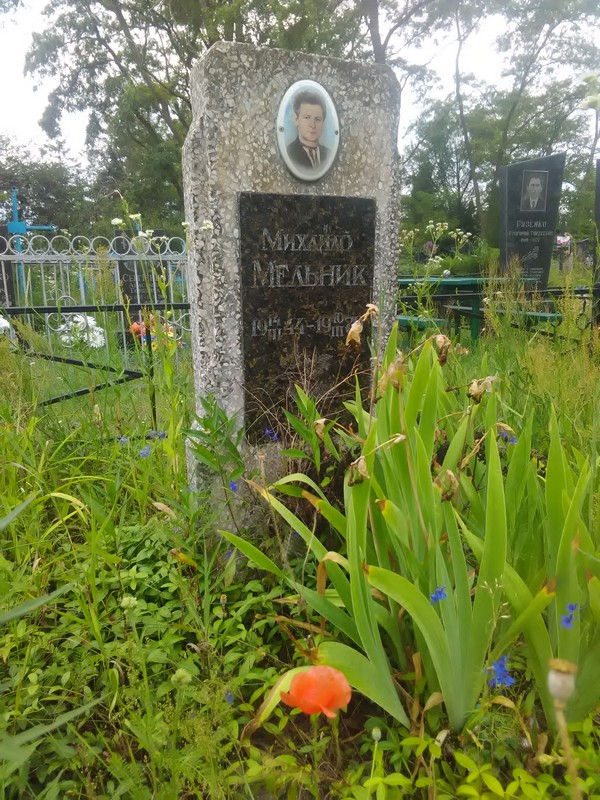
Могила Михайла Мельника у Погребах, 2016 рік

Михайла Мельника поховали 11 березня 1979 року в Погребах. Похорон відбувався під наглядом агентів Комітету державної безпеки СРСР. Друзів небіжчика — Павла Стокотельного та Оксану Мешко — затримали по дорозі на похорон. Стокотельного відвезли до КДБ і допитали у справі Олеся Бердника, а Оксану Мешко протримали в КДБ до кінця похорону без будь-якої причини.
У квітні 1981 року з дружиною Михайла Мельника декілька разів бесідували співробітники Київського УКДБ, застерігаючи її від «неблагонадійних» знайомств.

## Родина
Мав дружину та двох доньок:
- Оксана, 1969 р. н.;
- Богдана, 1973 р. н.

## Вшанування
8 листопада 2006 року указом Президента України «за громадянську мужність, самовідданість у боротьбі за утвердження ідеалів свободи і демократії та з нагоди 30-ї річниці створення Української Громадської Групи сприяння виконанню Гельсінкських угод» Михайла Мельника посмертно нагородили орденом «За мужність» I ступеня.
25 грудня 2015 року на честь діяча назвали вулицю Михайла Мельника у Броварах.